# Vinetastraße (metropolitana di Berlino)
La stazione di Vinetastraße è una stazione della metropolitana di Berlino, sulla linea U2.

### Testi di approfondimento
- (DE) Johannes Bousset, Die Eröffnung des Untergrundbahnhofes Pankow (Vinetastraße), in Die Fahrt, 1930,  pp. 318-321.